# محمد يوسف عدس
محمد يوسف عدس (1934-30 سبتمبر 2017) مترجم وخبير مصري في علم المكتبات.

## سيرة ذاتية
ولد في سنة 1934 في قرية بهوت، بمحافظة الدقهلية وحفظ أجزاء من القرآن في كُتّاب القرية، وأمضى ثلاث سنوات في المدرسة الأولية، ثم انتقل إلى مدينة الزقازيق لإستكمال تعليمه في المدرسة الابتدائية حيث تخرج منها سنة 1948.
التحق بمدرسة الزقازيق الثانوية لمدة عام، ثم انتقل إلى مدينة المنصورة، ليكمل تعليمه في مدرسة الملك الكامل الثانوية حيث حصل على شهادة الثقافة العامة سنة 1952، ثم حصل على الثانوية العامة من مدرسة المنصورة الثانوية سنة 1953.
التحق بكلية الآداب جامعة القاهرة، قسم الدراسات الفلسفية وعلم النفس؛ وتخرج من الجامعة سنة 1957.
لم يكن عدد الطلاب في دفعته يزيد عن 25 طالبا مما سمح له بعلاقات حميمة ومناقشات مثمرة مع أساتذته، ومن أبرز هؤلاء الذين أسهموا في تشكيل بنائه المعرفيّ، الدكاترة: أحمد فؤاد الأهواني وتوفيق الطويل، وزكي نجيب محمود، ويوسف مراد، ومصطفى الخشّاب، وحسن الساعاتى، وعبد الهادي أبو ريدة، وعثمان أمين، وزكريا إبراهيم، ومحمد مصطفى حلمي، وعبد المنعم المليجى، ومحمد عثمان نجاتى.
تقدّم لأول مسابقة في مصر لأمناء المكتبات المدرسية النموذجية، وعُيّن في مدرسة طوخ الثانوية بمحافظة القليوبية سنة 1958، حيث قام بإدارة المكتبة وتطويرها، وألحق بها مركزاً ثقافياً للنشاط الطلابي في المساء، وفي الإجازات الصيفية.
في أثناء عمله التحق بدراسة الماجستير في الفلسفة، ثم بالدبلوم العام للمكتبات والمعلومات فور إنشائه بجامعة القاهرة: وكان من أبرز أساتذته الدكاترة: أحمد أنور عمر، وسعد محمد الهجرسي، وعبد الستار الحلوجي، ومحمد أمين البنهاوى.
تقدم لمسابقة العمل في المراكز الثقافية المصرية في الخارج، حيث انتدب مديراً للمركز الثقافى بـ مانيلا (الفلبين) سنة 1964، فمكث بها عاماً، وعلى إثر أزمة اقتصادية بـ مصر أغلقت المراكز الثقافية وعاد إلى مصر سنة 1965 مع كل مديري المراكزالثقافية بالخارج. كانت صدمة وتداعيات هزيمة 1967 في وجدانه أكبر من احتماله فقرر الهجرة من مصر إلى أستراليا. وكان طلبه الاستقالة من عمله والهجرة موضع رفض مستمر وتصادم مع وزير التربية والتعليم، لمدة سنتين، ناضل فيها بعناد وإصرار حتى قُبلت استقالته وسُمح له بـ الهجرة في مايو 1970.
بدأ في مدينة ملبورن عاصمة ولاية فكتوريا بأستراليا حياته، من نقطة الصفر، حيث شعر أن كل شيء هناك مختلف عما عهده في حياته السابقة، كأنه قد انتقل إلى كوكب آخر. وفي إبريل 1971 تمكن من الحصول على وظيفة مفهرس بمكتبة جامعة «بنديجو»، وهي مدينة صغيرة على بعد مائة ميل من ملبورن، اكتسب فيها صداقة اثنين من الرجال المتميزين بسعة الثقافة: أحدهما دكتور «دى سيجموند» مدير مكتبة الجامعة، والثاني هو دكتور «كريج» وكيل الجامعة وعمدة المدينة؛ الأول درس الفلسفة الإسلامية وأعجب بفلاسفة المسلمين، وكان الثاني مهتما بدراسة التاريخ والمجتمع المصري، وكلاهما زار مصر والسودان وبلاد عربية أخرى. وكلاهما كان مع قدره في العلم والمكانة على تواضع عظيم، وحب لعمل الخير، وقد رأيت دكتور كريج في يوم من أيام العطلة الأسبوعية يلبس (الأفرول) وينظّف بيديه الحديقة الأمامية لمستشفى المدينة، فلا غرابة أن ينتخبه الناس عمدة لهم..!
كانت رغبته في تعلّم الجديد في علم المكتبات والمعلومات متأجّجة دائما. ولم يكن في جامعة بندجو ما يشبع هذه الرغبة، فانتهز أول فرصة نشرت فيها المكتبة القومية بأستراليا إعلاناً عن وظيفة في قسم الفهرسة بها، فتقدم إليه. وفي أواخر سنة 1974 انتقل مع وأسرته إلى كانبرا العاصمة الفدرالية ليتسلم الوظيفة الجديدة. وبالتفاهم مع إدارة المكتبة سُمح له بالالتحاق بكلية كانبرا للدراسات العليا (جامعة كانبرا فيما بعد)، ومنحته المكتبة حق الذهاب لحضور المحاضرات أثناء العمل اليومي بلا قيود، فمكث ثلاث سنوات يدرس: علوم المكتبات، ونظم استرجاع المعلومات، وإدارة المؤسسات حتى تخرج سنة 1977.
يذكر أنه خلال هذه السنوات الثلاثة قرأ من الكتب والمراجع أضعاف ما قرأه في حياته السابقة كلها. كان عضوا عادياً في الجمعية الملكية للمكتبات والمعلومات الأسترالية، فلما تخرج أصبح مؤهلا للزمالة. وتبنت المكتبة مشروعه لإنشاء أرشيف لشخصيات المستقبل؛ بجمع ماينشر عن الشباب المتميز في شتى المجالات بالصحف والمجلات، وإنشاء ملف خاص بكل واحد منهم تجمع فيه كل القصاصات الصحفية، مما يشكل سيرة تراكمية لأخباره وتطورحياته وانجازاته.
في سنة 1980 أنتدبته منظمة اليونسكو خبيراً ليشرف على إنشاء وتجهيز مكتبة جامعة قطر الجديدة، ووضع سياسة للتزويد وبرامج لتدريب الأمناء والعاملين بها، وإنشاء وسائل منهجية لتقييم الأداء الوظيفي.
وفي وقت لم يكن هناك شيء اسمه شبكة الإنترنت أنشأ بالمكتبة نظاما إليكترونياً للاتصال بقواعد المعلومات العالمية بمركز لوكهيد ديالوج بـ كاليفورنيا، وذلك لخدمة الباحثين وطلاب الدراسات العليا، بالإطّلاع على أحدث المقالات والأبحاث العلمية، وخلاصات للرسائل الجامعية في شتى المجالات. ولم يكن يوجد في العالم العربي حينذاك مايماثل هذا النظام إلا في مركز البحوث العلمية بـ الكويت.
صدر له قرار أميرى خاص لتولى وظيفة مدير مكتبات جامعة قطر في أواخر عام 1987 كما خصص الديوان الأميري لتنمية هذه المكتبات ميزانية بلغت 11 مليون ريال في السنة. مكث في هذه الوظيفة ثلاثة أعوام، تطورت فيها المكتبة تطوراً سريعاً وملحوظاً: فمن ناحية المقنيات- ارتفع مجموع الكتب من 20 ألف مجلد سنة 1884 إلى 250 ألف مجلد، وارتفعت طاقة الفهرسة والإعداد الفني للكتب إلى 37 ألف مجلد في العام وهي طاقة يندر وجودها في المكتبات الكبرى وفقا للمستويات المعيارية المعروفة، وزادت مقتنيا المكتبة من الدوريات العلمية من 150 دورية باللغة العربية واللغات الأجنبية إلى ألفيْ دورية، وهو نفس الرقم الذي كانت تفخر باقتنائه مكتبة الجامعة الأمريكية بالقاهرة، وهي مكتبة قديمة وعريقة. كما أضيف إلى مقتنيات المكتبة الأعداد السابقة للمجلات العربية التي توقفت عن الصدور مثل: الرسالة، والثقافة، والمنار، وغيرها، وعدد كبير من المخطوطات العربية، والرسائل الجامعية، كما شملت مجموعات المكتبة أوعية أخرى للمعلومات كـ الميكروفيلم والميكروفيش، والتسجيلات، والشرائح المصورة. كانت هذه المواد تُجلب من شتى بقاع العالم، فقد أُنشئ بالمكتبة قسم متخصص للتزويد يضم مجموعة من الخبراء المدربين، كانت مهمتهم بحث ومتابعة مصادر المعرفة في كل مظانّها بشتى بقاع العالم. وأصدرت المكتبة عدداً من الببليوجرافيات المطبوعة بمقتنياتها المختلفة، لخدمة البحث العلمي وطلاب الدراسات العليا.
صمم للجامعة برنامجا للدراسات العليا في المكتبات والمعلومات، لتأهيل الراغبين من الخريجين للعمل في المكتبات، وساهم مع أكاديميين آخرين بتدريس مادة «استرجاع المعلومات عن طريق البحث الآلي».
توفي «محمد يوسف عدس» في أستراليا يوم السبت الموافق 30 سبتمبر 2017 عن عمر يناهز 83 عاماً قضاها إما دارساً أو باحثاً أو مترجماً، ولا تزال مؤلفاته ومترجماته تدرس حتى يومنا هذا.

## إسهامات ونشاطات
وفي أثناء عمله وخلال عشر سنوات قضاها في قطر، كانت له إسهامات ونشاطات عامة متعددة، في مجالات مختلفة:
أولاً - كان أحد الأعضاء المؤسسين لمشروع «إسهامات المسلمين في الحضارة الإسلامية» الذي استهدف اختيار مائة كتاب من أبرز الكتب العربية التي أعتبرت ركائز هذه الحضارة في شتى مجالات المعرفة العلمية والفكرية، وإعادة نشرها وترجمتها إلى اللغات الحية الكبرى: الإنجليزية والفرنسية على وجه الخصوص، لتعريف العالم الغربي بحقيقة ما توصّل إليه العقل المسلم في تقدّم الحضارة العالمية. وقد اشترك في اختيار هذه الكتب عشرات من الخبراء والأكاديميين والمفكرين المسلمين في العالم. كانت تعقد لهم في جامعة قطر، بهذا الخصوص، ندوات دورية لمناقشة هذه الاختيارات والاتفاق على أهمها.
ثانياً – دعته الإذاعة القطرية لتقديم سلسلة من اللقاءات الأسبوعية مع مذيعيْن من أبرز الإعلاميين وأشهرهم حينذاك هما: يوسف حيدر السوري، وصلاح خليفة المصري، وقد استمرت حلقات هذه السلسلة لمدة عامين، وكان موضوعها الأساسي هو القراءة، والتثقيف الذاتى. وقد دارت حول العناوين التالية:
لمَ يجب أن تقرأ..؟ وماذا تقرأ..؟ وكيف تقرأ قراءة هادفة..؟ وكيف تستوعب.. وتلخّص ما استوعبتَ..؟.. وكيف تُنمِّى مهاراتك في القراءة..؟ وكيف تُفيّم وتختار الكتب للاقتناء والقراءة..؟ وكيف تبحث في المكتبات..؟؟ وكيف تستخدم المصادر المرجعية في البحث عن المعلومات..؟ وكيف تصنع لنفسك برنامجا للقراءة المستديمة..؟؟
ثالثاً- صدرت له مجموعة من المقالات في مجلة الدوحة و«مجلة التربية» القطرية، وصحيفة الشرق القطرية، وغيرها من الصحف والمجلات، كانت تدور معظمها حول: ، الاستخدام الأمثل لموارد المكتبات، والتعريف بما طرأ من تقدمات في هندسة المعلومات، واستخدامها في مجالات التربية والتعليم، وتنمية التحصيل المعرفي لدى التلاميذ وتهيئة المعلّمين لعصر ثورة المعلومات وتدفقها.
رابعاً- في إطار اتحاد الدول الخليجية: أسهم في جميع لقاءات، ومناقشات عمداء المكتبات الجامعية، وفي جميع الندوات التي انعقدت بهذا الخصوص، وقدّم فيها مقترحات وأوراق بحث حول: إنشاء شبكة معلومات موحدة بـ دول الخليج، وخدمة استرجاع المعلومات عن طريق البحث الآلي المباشر، وإنشاء فهرس آلى موحّد لجميع مقتنيات مكتبات الجامعات الخليجية، وإنشاء نظام تبادل الإعارة بين هذه المكتبات.
خامساً - أسهم في مؤتمر الجامعة العربية ممثلاً لجامعة قطر (الذي انعقد في تونس عام 1987) لبحث أساليب ميكنة فهارس المكتبات الجامعية في البلاد العربية.
سادساً - أُنْتُدِبَ في مهام استشارية من قِبل منظمة اليونسكو في عدد من الدول العربية منها مصر: لزيارة مكتبة الجامع الأزهر ومكتبة جامعة الأزهر (في عهد الإمام الأكبر الشيخ جاد الحق) وذلك لدراسة الأوضاع في هاتين المكتبتين واقتراح ما يلزم بشأن: أفضل الوسائل لنقل وصيانة الكتب والمخطوطات الأثرية من موقعها في المكتبة القديمة إلى مبنى المكتبة الجديد في شارع صلاح سالم، وتقديم مقترحات لتطوير المكتبتين، وتحديث أساليب الخدمة المكتبية بهما.
ومنها عُمان: لبحث مشكلات مكتبتى التليفزيون في كل من مسقط وصلالة. واقتراح مايلزم لتطوير نظام تدفّق المعلومات، وأساليب تداول المواد المسجّلة بين الأقسام والإستديوهات المختلفة بما يحقق السرعة والدقة وتجنب الأخطاء...!
ومنها اليمن الجنوبية: لبحث نظم المعلومات في مكتبة وزارة التربية والتعليم، ومكتبة الجامعة، ومركز البحوث التربوية، واقتراح مايلزم لتطوير نظم المعلومات والخدمة فيها، واقتراح برنامج مرحلى لتقديم المساعدات المالية والفنية من جانب منظمة اليونسكو إسهاما منها في تطوير هذه المكتبات..
ومنها الأردن: لزيارة «مجلس التعاون الاقتصادي للدول العربية»، الذي كان لا يزال في مدينة عمّان، وذلك لدراسة نظام جمع المعلومات، وتحليلها، وبثها، وتدفق المعلومات بين الدول الأعضاء، واقتراح ما يلزم لتطوير هذا النظام، وما يمكن أن تساهم به منظمة اليونسكو في هذا الخصوص.
في يوليو سنة 1990 استقال من عمله قبل أن يصل إلى السن القانونية للتقاعد بأربع سنوات، لكي يتفرغ للكتابة التي يعشقها ويحلم بها من زمن طويل، بعيدا عن أسْر الوظيفة وقيودها. وقد تمحورت دراساته ومؤلفاته ابتداء من سنة 1992 حول الكشف عن مشكلات الأقليات المسلمة في العالم، وإبراز المعاناة والمظالم التي يتعرضون لها، ابتداء من الفلبين، ثم البوسنة والهرسك وكوسوفا والشيشان، وصدرت له كتب في هذه الموضوعات، ويأتي في هذا الإطار تقديم شخصيات لعدد من المفكرين الإسلاميين الذين لم يحظُْوا بما يستحقون من اهتمام في العالم العربي وعلى رأسهم على عزت بيجوفيتش، الرئيس الأسبق لجمهورية البوسنة والهرسك، وأحد أكبرالمفكرين الإسلاميين الإصلاحيين في القرن العشرين.
نشرت هذه الكتب دار الشروق ودار المختار الإسلامي، ودار النشر للكتب الجامعية، ومكتبة الإمام البخاري للنشر والتوزيع، وذلك تحت العناوين التالية:
1. الإسلام بين الشرق والغرب، لعزت بيجوفيتش، (ترجمة).
2. الإعلن الإسلامي، لعزت بيجوفيتش،(ترجمة.)
3. البوسنة في قلب إعصار.
4. كوسوفا، بين الحقائق التاريخية والأساطير الصربية.
5. الحرب الشيشانية بين التأليف والتزييف.
6. محمد أسد: سيرة عقل يبحث عن الإيمان.
7. الإسلام بين الشرق والغرب لعزت بيجوفيتش (مختصر).
8. مذكرات على عزت بيجوفيتش (مختصر)
9. «الفلبين» نشرته دار المعارف سنة 1969 ضمن سلسلة «شعوب العالم» (نفذت طبعته).
10. «البؤساء»: مجموعة من القصص الفلبينية القصيرة لللأديب الفلبيني «بيِينْفِِنيدو سانْتوس» نشر سنة 1984 ونفذت طبعته.
11. تجديد الفكرالديني في الإسلام لـ محمد إقبال: (تمت ترجمته بتكليف من مكتبة الإسكندرية ضمن مشروع إعادة نشر مؤلّفات المفكرين الإصلاحيين في العالم الإسلامي)، (تحت النشر).
12. الدولة اليهودية، لثيودور هرتزل، صدرت طبعته الثالثة من مكتبة البخاري،2009 م
13. The History of Israeli-Arab Conflict (1952-1975); an Annotated Bibliography. Cnberra College of Advanced Education, 1976.

كتب تحت النشر بمكتبة البخاري:
1. الإسلام والمسلمون في الفلبين. (15) الإسلام والمسلمون في آسيا الوسطى.
2. مقالات عن المفكر الإسلامي على عزت بيجوفيتش.
3. الوجه الحقيقي للإمبريالية الأمريكية
4. النهب المنظم لفقراء العالم: الشركات والتكتلات الاحتكارية. (19) الحرب البيولوجية والتحكم في البشر.
5. المترفون هم المفسدون، ومقالات أخرى.

أما مقالاته فقد تعددت موضوعاتها وتنوعت، وبلغ عددها بضع مئات، منشورة في العديد من المجلات والصحف الورقية، منها: جريدة الشعب، والمختار الإسلامي، والهلال، والمنار الجديد، ووجهات نظر. وفي الصحف الإلكترونية: المصريون، والـ عرب نيوز، وموقع التاريخ للدكتور محمد موسى الشريف. وقد تطوّع بعض الأصدقاء بإنشاء موقع خاص باسمه في شبكة الإنترنت، ولكنه لا يزال في مرحلة من التطوير والتجريب. قدّم عددا من المحاضرات واشترك مع آخرين في ندوات حول موضوعات اهتمامه: في مصِر وأستراليا وبريطانيا. واستُدعى إلى عدد محدود من اللقاءات المتلفزة بمصر. وله مع الإعلام المصري (الرسمي) بالذات تجارب أشبه بقصص المغامرات، تستحق أن تُروى...!

## وفاته
توفي في 30 سبتمبر عام 2017 في أستراليا.